# 吉野川連絡船
吉野川連絡船（よしのがわれんらくせん）は、かつて鉄道省が運営していた鉄道連絡船。
もともと、現在の高徳線などを建設した阿波電気軌道（後に阿波鉄道と改称）が、吉野川における架橋資金を捻出できなかったため、1916年 に吉野川北岸にあった阿波電気軌道の中原駅（終点古川駅のひとつ手前）と徳島市内富田橋の間で渡船で連絡を行ったのが創始である。1921 - 1922年ごろに国鉄徳島駅近くの新町橋までに短縮された。
1933年に阿波鉄道の国有化により鉄道省の所有となったが、既に1928年には道路橋の吉野川橋が完成して古川駅 - 徳島駅間に徳島市営で連絡バスの運行が開始されており、1935年に高徳線の吉野川橋梁が完成して徳島まで開通したため役目を終え、廃止された。

## 年表
- 1916年（大正5年）7月1日 - 開設
- 1933年（昭和8年）7月1日 - 国有化[1]
- 1935年（昭和10年）3月20日 - 廃止[2]

## 運航
船着場
中原 - （徳紡前） - 助任 - 仁心橋 - 新町橋 - （富田橋）
徳紡前は途中設置で、買収前に廃止。
1934年当時、5.2kmを35分で運行。日12往復。運賃10銭。
（因みにバスは同じく1934年当時、5kmを20分で運行。8分間隔。運賃15銭）